# نيكولا فاريلا
نيكولا فاريلا (بالإسبانية: Nico Valera)‏ هو لاعب كرة قدم أوروغواياني، ولد في 19 يناير 1991.